# 岡山県道202号中国勝山停車場線
岡山県道202号中国勝山停車場線（おかやまけんどう202ごう ちゅうごくかつやまていしゃじょうせん）は、岡山県真庭市を通る一般県道である。

## 概要
JR西日本姫新線 中国勝山駅と国道181号を結ぶ。岡山県の県道では最も距離が短い県道である。

### 路線データ
- 起点：真庭市勝山（JR西日本姫新線 中国勝山駅前）
- 終点：真庭市勝山（勝山駅前交差点（国道181号交点）
- 総延長：約30 m

## 地理

### 通過する自治体
- 真庭市

### 交差する道路
| 交差する道路             | 交差する場所 | 交差する場所          |
| ------------------------ | ------------ | --------------------- |
| 国道181号 国道313号 重複 | 勝山         | 勝山駅前交差点 / 終点 |

### 沿線
- JR西日本姫新線 中国勝山駅